# Bryopolia inextrita
Bryopolia inextrita là một loài bướm đêm trong họ Noctuidae.